# Пропертарианство
Пропертарианство, или проприетарианство — политическая философия, сводящая все этические вопросы к праву собственности. Что касается прав собственности, пропертарианство защищает частную собственность, основанную на жестких нормах Локка, согласно которым владелец сохраняет свою собственность более или менее до тех пор, пока он не согласится подарить или продать ее, отвергая оговорку Локка.
Тесно связанное с правым либертарианством и частично совпадающее с ним, пропертарианство также часто сопровождается идеей о том, что государственное монопольное право должно быть заменено рыночным правом, основанным на договорных отношениях. Пропертарианские идеалы чаще всего цитируются для защиты анархо-капиталистического или минархистского общества с системами управления, ограниченными соблюдением контрактов и частной собственностью.
По мнению его сторонников, пропертарианство является синонимом капитализма.

## История
Этот термин, по-видимому, был введен Эдвардом Кейном в 1963 году: 
Поскольку их использование слова «свобода» относится почти исключительно к собственности, было бы полезно, если бы у нас было другое слово, например «пропертарианский», для их описания. […] Писательница Айн Рэнд вовсе не консерватор, но утверждает, что она очень актуальна. Она радикальный капиталист, и она ближе всего к тому, что я имею в виду под пропертарианцем.
Маркус Канлифф определил пропертарианство в своих лекциях 1973 года как «характерные ценности американской истории» в отношении собственности. Дэвид Боаз пишет, что «пропертарианский подход к конфиденциальности», как морально, так и юридически, обеспечил права американцев на неприкосновенность частной жизни.
Маркус Верхэг заявляет, что анархо-капитализм Ротбарда защищает нео-локковскую идею о том, что собственность на законных основаниях возникает только благодаря труду и может только тогда законно переходить из рук в руки посредством торговли или дарения. Брайан Доэрти описывает форму либертарианства Мюррея Ротбарда как пропертарианскую, потому что он «свел все права человека к правам собственности, начиная с естественного права собственности».
Л. Нил Смит описывает пропертарианство как позитивную либертарианскую философию в своих альтернативных исторических романах The Probability Broach (1980) и The American Zone (2002).

## Альтернативные значения
Ганс Моргентау использовал пропертарианство, чтобы охарактеризовать связь между собственностью и избирательным правом.

## Критика
В научно-фантастическом романе «Обделённые» (1974) автор Урсула К. Ле Гуин противопоставила пропертарианское этатистское общество анархистскому антипропертарианскому обществу в попытке показать, что собственность и государство объективировали людей.
Мюррей Букчин возражал против того, чтобы пропертарианцы называли себя либертарианцами, утверждая: 
Мы позволили циничным политическим реакционерам и представителям крупных корпораций предвосхищать эти основные либертарианские американские идеалы. Мы позволили им не только стать ложным голосом этих идеалов, так что индивидуализм использовался для оправдания эгоизма; стремление к счастью для оправдания жадности, и даже наш акцент на местной и региональной автономии использовался для оправдания ограниченности, изолированности и исключительности — часто против этнических меньшинств и так называемых девиантных людей. Мы даже позволили этим реакционерам заявить о своих правах на слово «либертарианец», слово, которое было буквально придумано в 1890-х годах во Франции Элизе Реклю в качестве замены слова анархист, которое правительство сделало незаконным выражением для определения чьих-либо взглядов. По сути, собственники — последователи Айн Рэнд, матери-земли жадности, эгоизма и добродетелей собственности — присвоили выражения и традиции, которые должны были быть выражены радикалами, но были умышленно проигнорированы из-за соблазна европейских и азиатских традиций социализма, социализма, который сейчас приходит в упадок в тех самых странах, в которых они возникли.
Букчин описал три концепции владения: собственно собственность; владение; и узуфрукт (то есть присвоение ресурсов в силу использования.)